# 秋山まり子
秋山 まり子（あきやま まりこ、1969年4月5日 - ）は、日本の元AV女優。

## 略歴
1989年5月にAVデビュー。また、桂木美雪・桐嶋ゆう・山下麻衣と共にアテナ映像の「NEWセクシーメイツ」としても活動。
1990年頃に引退。
ストリッパーとしても活動。1996年には川崎ロック座に出演。
1998年にAVに復帰。以降は熟女系の女優として2000年頃まで活動し、米国のAVにも複数出演した。

## 人物
異なるプロフィールがいくつかある。
- 「お手伝いさんは女子大生」のケース裏面のプロフィールでは、出身地:石川県、B:82・W:54・H:86としている。
- FANZAプロフィールでは、出身地:神奈川県、B:83・W:54・H:86としている[3]。

趣味:カラオケ、エアロビ、ゴルフ。

## 出演作品

### アダルトビデオ（撮りおろし作品）
1989年
- 恥丘発進（5月、ホップビデオ CX-28） ※デビュー作
- お手伝いさんは女子大生（6月16日、VIP）
- 大失態（6月25日、フリービジョン）
- まりこの顔面まみれ（7月6日、クリスタル映像）
- 学園（本）シリーズ すごいのかけて! 涙の聖服天使（7月12日、シュガー・ワークス/ジューシープロデュース JP-582）
- まりなのランジェリーショップ アバンチュールをもう一度 松本まりな・秋山まり子（8月4日、VIP 6B-045）
- アダルトスターどっきり（秘）報告 暗闇でオマタリアン松本まりな・藤沢まりの・鮎川真理・秋山まり子 他（8月11日、VIP）
- Ｆカップ乳パイ占い 冴島奈緒・柏木よしみ・秋山まり子 （8月20日、笠倉出版社）
- 学園（本）シリーズ すごいのかけて! 卒業シャワー 9 椎名このみ・秋山まり子・林由美香・沢村杏子 他（10月7日、ジューシープロデュース）
- 絵美とまり子の愛がとまらない 中原絵美・秋山まり子（10月10日 、KUKI）
- NEWセクシーメイツ Vol.1 爆裂FUCK 秋山まり子・桂木美雪・桐嶋ゆう・山下麻衣・冴島奈緒（11月21日、アテナ映像）
- 官能遊泳（12月20日 、シークレット SR-6049）
- ジューシー学園 身体検査 2 秋山まり子・島田さとみ・山下百合・薬師丸ひろ美 他（12月23日、ジューシープロデュース）
- まり子、下着調べ（KUKI JF-01）
- 紅き誘惑 旅の股はカキ捨て（アダムス AJR-02）
- 落葉色のラブソング（せいふく舎 SE-60）
- 危険な香りの女たち 8 伊藤しおり・秋山まり子・浅倉尚美・鮎川真理 他（ホップビデオ HS-09）
- 桃尻レディー 秋山美晴・秋山まり子（ビッグモーカル DM-1）
- 放課後あばんちゅーる 秋山美晴・秋山まり子（ニューソフトサービス SR-6044）
- レイプ狂騒曲 第四番 秋山まり子・片山樹奈（コロナ社 CS-1277）
- エクスタシー5 PART10 浅野しおり・秋山まり子・望月未来・杉森久美子 他（せいふく舎 SE-72）
- ミッドシップエクスタシー 秋山まり子・森下夏子（パピヨン PS-38）
- 監禁ゲーム 放課後の罠 秋山まり子・森下夏子（HRC/シェール）
- 女の一人旅（マイフレンド MF-17）

1990年
- NEWセクシーメイツ Vol.2 奥までアタル超ピストン 秋山まり子・桂木美雪・桐嶋ゆう・山下麻衣・樹まり子（1月21日、アテナ映像）
- NEWセクシーメイツ Vol.3 私を変態にさせないで 秋山まり子・桂木美雪・桐嶋ゆう・山下麻衣・日向まこ（3月21日、アテナ映像）
- ビデオSEXY倶楽部 VOL.41 秋山まり子・橘優希・後藤知子 他（5月20日、宇宙企画）…オムニバス作品
- NEWセクシーメイツ Vol.4 ヌケヌケフィニッシュ大狂乱 秋山まり子・桂木美雪・桐嶋ゆう・山下麻衣・青山ちはる（5月21日、アテナ映像）
- ビデオSEXY倶楽部 VOL.42 秋山まり子・工藤リエ・ゆずきみかこ 他（7月15日、宇宙企画）…オムニバス作品
- ドキドキもっこりランド 美穂由紀・広田まみ・秋山まり子（11月19日、大陸書房）
- 耳までピンコ立ち（サム/芳友舎 PSV-018）
- 性癖 [KUSE]（ビジュアル・ワン MG-003）
- 桃色カメハメハ娘 極太でハリ裂けそう（タイム CKV-007）
- くわえ エンジェル（ブックメディア AE-019）
- 12人の本番中毒 8 鮎川真理・小泉朝子・中原絵美・木田彩水・秋山まり子 他 全12名（KUKI QX110）
- 痴態放題 3人娘 朝倉なおみ・秋山まり子・美穂由紀（アールエーシー SS-010）

1991年
- 媚娼女伝説 6 落葉色のフィナーレ 秋山まり子・御藤静（3月20日、コアラブックス）
- 愛性震弾 SEXバトル 森下夏子＆秋山まり子（イメージボックス AP-06）
- 異母妹 秋山まり子・秋山美晴（アールエーシー）
- 私達に電話ください 庄司みゆき・樹まり子・豊丸・秋山まり子 他（パピヨン）

1992年
- スクープ! 衝撃ドキュメント とある上場企業のOLボディコン族 山本明美・秋山まり子（9月21日、ビッグモーカル）

1993年
- AVギャル烈伝 2（6月21日、笠倉出版社）全33名

1995年
- 学園 Fuck Fuck Fuck 100人 あのスターは何処へ 村上麗奈・秋山まりこ・沙也加 他（12月14日、ジューシープロデュース）※「秋山まりこ」名義

1997年
- お姉さんは投稿マニア AV業界物語（9月26日、KOKUEI）映画「特別（生）企画 ザ・投稿ビデオ」のビデオ版

1998年
- 保健室 誘惑の聴診器（2月26日、シャイ企画）
- ザ・SEXライヴ VOL.11（4月23日、KUKI）他出演:勝村五月、竹内沙耶奈
- 新人OL野外研修 秋山まり子 他（4月27日、KUKI KT297）
- 痴女 3 ガマンできないOLたち（5月23日、U&K）
- SEXですよ!若奥さま 秋山真理子・愛川香織・斎木みどり（5月27日、エイトマン(芳友舎)）※「秋山真理子」名義
- こんにちわオバさん 21（6月10日、現映社 PA-483）
- マスペットマダム 10 秋山まり子さん30才（6月25日、アイオンコーポレーション DU-25）
- くどかれ上手な女たち 2 いきまくりお姉さん編 秋山まり子 他（6月25日、シャッフル）
- インテリ倶楽部 竹中かおり・吉川由貴・秋山まり子 他（7月24日、シネマジック）
- スーパーミセスモデル（7月25日、サンティアラ EP-04）
- 義母さん もうガマンできない（7月31日、ロイヤルアート）
- 若妻SEX白書 秋山まり子・浜田有紀（8月7日、ジャパンホームビデオ KS-8223）
- ミニスカ倶楽部 5 秋山まり子・篠原真女 他（8月15日、アトラス21 S-98083）
- 人生エロエロ 5（10月3日、クリスタル映像 TOU-42）…オムニバス作品
- THEハンター 女教師狩り 11（11月7日、クリスタル映像）…オムニバス作品
- 私は痴女 絶対絶倫 秋山まり子 他（11月10日、マニアック MVX-83）
- 熟女童貞狩り（11月19日、ダマール）
- 若奥様しゃぶってしゃぶって60分 2 （11月27日、ホットエンターテイメント SE-23）
- マスペットマダムスペシャル 2 秋山まり子・白崎るみ・君島さおり 他（12月15日、アイオンコーポレーション）

1999年
- 愛しの美人モデル 失楽旅情編 牧原れい子・秋山まり子 他（1月12日、V&Rプランニング）…オムニバス作品
- ザ・面接カメラテスト PART3 日野かえで・秋山まり子 他（3月12日、オー・ケイ出版社）
- 三痴女 秋山マリ子・松下由理・神澤あやか（3月19日、ソフト・オン・デマンド）※「秋山マリ子」名義
- お姉さんの個人授業 秋山まり子・木下百合里（5月14日、マックス・エー）
- 激淫乱アクトレス 発狂寸前FUCK（5月25日、アイオンコーポレーション）
- 熟女 秋山まりこ 年齢内緒（6月3日、ジャメール）※「秋山まりこ」名義
- 極秘盗撮 女子アナウンサーの裏SEX 秋山まり子・小嶋ゆうこ（6月15日、ネクストイレブン）
- にょっきりクラブ パンスト・生脚ヨダレタラタラ大集合 秋山まり子 他 全8名（6月15日、ネクストイレブン）
- 淫乱病棟 2 秋山まり子 他 全5名（6月18日、ジャパンホームビデオ）
- 熟爛漫 3 淫欲の果て～（8月6日、ソフト・オン・デマンド）※「秋山マリ子」名義
- 若奥様初ヌード100分 7 秋山まり子 他 全5名（8月6日、ホットエンターテイメント AD-217）
- ザ・筆おろし11（8月24日、クリスタル映像）
- 続・義母さん もうガマンできない（8月31日、ロイヤルアート）
- アメリカンセックスバトル 淫乱人妻編 秋山まり子 他（9月1日、Creative Star）
- ザ・逆レイプ 6　夢にまで見た快楽! 秋山まり子・綾瀬志摩 他（9月6日、笠倉出版社）
- 痴女ペニス狩り 13 秋山まり子 他（9月24日、ワイルドサイド）
- 月裸美人 淫美な女達 秋山まり子・美月星見（11月5日、マックス・エー）
- ビデオマガジン おとこの遊艶地 15 工藤ひとみ・秋山まり子（リイド社 LV-1085）
- 恐喝強姦犯罪 秋山まり子・藤沢まりの・伊東恵 他（バリーズ BLD-14）DVD

2000年
- ミセス弁護士 小林ひとみ 肉欲のローン地獄 小林ひとみ・秋山まり子（4月15日、V&Rプランニング）
- 熟爛漫 淫欲の果て（11月20日、SOD）
- Super Leg & Hip（メディアバンク MAV-020）

2001年
- 日常的猥褻遊戯 第二十九章 保険セールスレディ、まり子の場合（4月1日、AVS collector's）

### アダルトビデオ（総集編・再編集作品・DVD作品）
1998年
- どすけべ女教師コレクション 3 DX80分 秋山まり子・相川かおり 他 全5名（1998年7月11日、マルクス兄弟）
- どすけべ女教師コレクション 4 DX80分 秋山まり子・青木玲奈 他 全5名（1998年10月10日、マルクス兄弟）
- 特選微熟女コレクション ワイド90分 秋山まり子 他 全5名（1998年12月13日、エッチアールシー）…オムニバス作品

1999年
- 義母さんもうガマンできない コレクションズ 2 秋山まり子・松田洋子 他（1999年7月21日、ロイヤルアート）
- スーパー女教師DX 20連射（1999年11月26日、トータルメディアエージェンシー）

2000年
- 若妻SEX白書スペシャル80分  秋山まり子・浜田有紀・野島麻里・渋谷奈津子 他（2000年3月3日、ジャパンホームビデオ KS-8356）
- お姉さんがしてあげるREMIX 香川美紀・相川百合子・鮫島レオ・秋山真理子 他（2000年7月28日、レイディックス）※「秋山真理子」名義
- 義母さんもうガマンできない コレクションズ 4 立花優・瀬戸恵子・秋山まり子（2000年9月25日、ロイヤルアート）

2001年
- 特選! 人妻ベスト10 白崎るみ・水野礼子・南恵子・秋山まり子 他（2001年4月25日、アイオンコーポレーション）
- 官能遊泳（2001年5月15日、Prenet corporation PED-005）DVD
- エッチマダムとあんなこともこんなことも 北原まゆみ・秋山まり子（2001年6月21日、デジタル・コミュニケーションズ）
- 人妻とAV女優どっちがスケベか知ってます? 秋山まり子・牧原れい子 他（2001年6月21日、デジタル・コミュニケーションズ）
- 熟爛漫 淫欲の果てシリーズ第5巻 秋山マリ子・宮下真紀（2001年11月8日、ソフト・オン・デマンド）＊「熟爛漫 淫欲の果て/秋山マリ子」「熟爛漫 淫欲の果て/宮下真紀」を収録
- ゴージャス女教師120分 秋山まり子・河村奈々・矢吹敏江・嶋田愛子 他（2001年11月17日、マルクス兄弟）

2002年
- 熟女デート倶楽部 2 多数出演（2002年1月25日、アウトビジョン EQAD-04）
- 不埒な人妻たち 秋山まり子 他（2002年4月1日、グラスルーツ）
- 社外秘 セクハラファイル 佐々木ひろみ・福田良子・・秋山まり子 他（2002年5月15日、ネクストイレブン）
- 二人におまかせ Wパック 木村由香里・秋山まり子 他（2002年8月21日、RADIX）

2003年
- 痴女倶楽部 秋山まり子・松下由理・日色なる 他（2003年3月6日、ソフト・オン・デマンド）＊「痴女5/日色なる」・「三痴女/秋山まり子」を収録
- 熟女ファンクラブ FX2 松田洋子・今井沙也加・秋山まり子（2003年3月25日、ロイヤルアート）
- 眠り姉 寝ているお姉さんに悪戯 愛田るか・秋山まり子・沢口ケイ・麻宮淳子 他（2003年5月17日、レイディックス）
- 禁断㊙生映像 母と息子編（2003年6月1日、禁断㊙クラブ）
- 36人カリスマ熟女4時間SP 川奈まり子・牧原れい子・鏡麗子・秋山まり子 他（2003年6月27日、ロイヤルアート）
- カリスマ極熟女 BEST20（2003年8月10日、ビッグモーカル）
- 義母さんもうガマンできない Vol.3（2003年9月26日、ロイヤルアート）＊「義母さん もうガマンできない」・「義母さん もうガマンできない 2」を収録
- 熟女館快楽に溺れた人妻たち 秋山まり子 他 全4名（2003年9月26日、オブティンフューチャー）

2004年
- 18人のカリスマ熟女 牧原れい子・鏡麗子・瀬戸恵子 他（2004年1月24日、ロイヤルアート）
- 本当にいた！理由ありの別居妻 秋山まり子 他 全4名（2004年9月16日、アカデミック）

2005年
- 復刻版 ジューシー学園（本）シリーズ 卒業･･･13人 顔面シャワー2 林由美香・椎名このみ・秋山まり子 他（2005年4月22日、ジューシープロデュース）
- 痴熟女4人と童貞の僕 美里流李・秋山まり子 他（2005年10月13日、北都）
- 裏プレミア・特濃熟女 鏡麗子・桜田由加里・秋山まり子 他（2005年12月22日、ロイヤルアート）

2006年以降
- 女教師40人 8時間 青木リカ・秋山まり子・彩名杏子・桜田由加里 他 全40名（2006年5月13日、マルクス兄弟）
- 女教師凌辱レイプ4時間 秋山まり子・浅乃ハルミ・彩名杏子・一ノ瀬アメリ 他（2013年6月11日、マルクス兄弟）

発売年不明
- 1984-7 バブルファック発禁ビデオ発掘ファイル 水沢友紀・樹ますみ・秋山まり子 他（エクストリーム 1984-7）VHS
- 巨根嬲り（Let off LTF-01）VHS
- きれいなオマンコは好きですか？お姉さん編 5（グローリークエスト PA-05）VHS
- ちょっとさわやかで綺麗なお姉さんと遊びましょう!!（ELS AB-03）VHS
- 熟女卑猥遊戯（IWANT IWT-15）VHS
- イケてる淫妻（ママショック MS-10）VHS
- 人妻伝説 3（ABS映像企画 HD-003）VHS ※「秋山まりこ」名義
- 入れポン出しポン　ワレメでポン（リッチマンクラブ RM-003）VHS ※「秋山まりこ」名義
- みせたがりの人妻 真理子 31才（マダム MA-16）VHS
- だっちゅーの! 水着で森林浴ファック 1（桃太郎映像出版 YD-01）VHS※「秋山マリ子」名義
- アメリカンブラックパワー 2（クリエイティブスター ABP-002）VHS
- 倒錯美女 可憐な乱舞 三巻（ラハイナ東海 JR-03）VHS
- 母と息子 禁断の壁を越える（チャージプランニング TB-12）VHS
- 誘惑妻のいけない昼下がり（スキャンダルWife SCA-04）VHS
- 温泉旅館の仲居さん（福助 フク-01）VHS
- 喪服汚辱 第七章（ひりゅうビジュアルネットワーク TM-007）VHS
- 別居妻（グラスルーツ BEK-001）VHS
- まるみせ妻 2（まんホール MAH-21）VHS
- 女教師 禁断の愛のレッスン（課外授業 JKR-01）VHS
- 人妻くどきます 3（スカウト SKA-3）VHS
- OLの桃色まんこ 7（朝霧組 あさ-07）VHS
- OLの桃色まんこ 13（朝霧組 あさ-13）VHS
- 熟女 秋山まり子 年齢 内緒（JAMEEL JML-02）VHS
- 二人におまかせ お姉さんがしてあげるDX 秋山真理子・木村由香里（メディアバンク ONE-501）VHS ※「秋山真理子」名義
- 艶姿ゆかた娘 和泉カレン・風吹まりあ・秋山まり子（桃太郎映像出版 AU02）VHS
- おまんちゅバス 秋山まり子・赤坂まゆか 他（桃太郎映像出版 OB04）VHS
- 秘密厳守 5 若妻、禁断のエプロンファック（ミリオンプラング HG-05）VHS
- 人妻欲求不満白書（キング企画 KNG-19）VHS
- 生好きお姉さん（TOR TOR-110）VHS
- えろまん 2（CLUB7 ROM-002）VHS
- 集団熟女童貞狩り 秋山まり子他（淀君 ヨド-01）VHS
- フレッシュ 秋山まり子 他（Fresh FR-004）VHS
- 逆レイプ男狩り 秋山まり子・広末京子（Big impact BII-01）VHS
- はめはめミセス（BaBaプランニング BBS-08）VHS
- 近親相姦 姉と弟（TARFIN TFI-02）VHS
- 中出し熟女 クロマキー処理（ゼラン ZRN-17）VHS
- 母と息子 総集編（TABOO TBDX-06）DVD
- フォーエバー 永遠の恋人 Vol.5 秋山まり子（FAIRY FOL-05）DVD

### 成人映画
- ザッツ変態テインメント 異常SEX大全集（1991年4月27日公開、新東宝映画）監督:中野貴雄、サトウトシキ、上野俊哉 ＊3話のオムニバス[4]
- 特別（生）企画 ザ・投稿ビデオ（ビデオタイトル:お姉さんは投稿マニア AV業界物語）（1992年6月6日公開、新東宝映画）監督:サトウトシキ[5]
- 義母の寝室 寝乱れ襦袢（1999年2月5日公開、エクセスフィルム）監督:勝利一[6]

### Vシネマ・オリジナルビデオ
- 若義母姦通 秋山まり子・橘未稀 他（2000年、ジャンク）監督:国見岳志、岡輝男 ＊2話のオムニバス[7]

## 出版

### 写真集
- 斉木弘吉写真集 NOON＆MOON 河合美果・工藤ひとみ・高見沢杏奈・五島めぐ・秋山まり子 他 全25名（1992年10月20日、ぶんか社）撮影:斉木弘吉 ISBN 9784821120024

### 雑誌
- SEXY USED LINGERIE CATALOGE 170（1989年9月25日、司書房）
- アップル通信 1989年11月号（三和出版）
- おとこの遊び専科1989年12月号（青人社）
- 投稿ニャンニャン写真 1990年4月号（サン出版）
- 純情エンジェル 1990年4月号（蒼竜社）
- ACTRESS 1990年5月号、8月号（リイド社）
- ギャルズ通信 1990年8月号（日本出版社）
- 映画ガイド 1990年8月号（蒼竜社）
- 新風写真館 1990年8月号（平和出版）
- ザ・ヒット ホット・アルバム PART3（1991年3月1日、三和出版）
- あッぷるず。 1992年1月号（考友社出版）
- 週刊大衆 1993年12月27日号（双葉社）
- ビデオメイトDX 1994年2月号（少年出版社）
- オレンジ通信 1999年10月号（東京三世社）
- マダム通信CDーROM vol.1（1999年11月30日、桜桃書房）
- 義母物語 2005年10月号（三和出版）